# TXNニュースワイド 夕方いちばん (テレビ愛知)
『TXNニュースワイド 夕方いちばん』（ティーエックスエヌニュースワイド ゆうがたいちばん）は、1997年9月29日から1999年10月1日までテレビ愛知で放送された3代目のローカルニュース番組である。
テレビ東京系全国ネットニュース『TXNニュースワイド 夕方いちばん』のテレビ愛知ローカルパートに相当する。協賛・ニュースソース協力は日本経済新聞名古屋支社と中日新聞社

## 出演者
- 西田修 当時のテレビ愛知アナウンサー
- 鈴木朋恵 当時のテレビ愛知アナウンサー

## 放送時間
- 月曜 - 金曜 17:25 - 17:55